# Annia Cornificia Faustina
Annia Cornificia Faustina (122/123- død mellem 152-158) var det yngste barn og eneste datter af praetor Marcus Annius Verus og Domitia Lucilla. Hendes forældre kom fra rige sentorfamilier i Rom. Hun blev født og opvoksede i Rom. Hendes bror var senere romerske kejser Marcus Aurelius.
I 124 døde hende far, og Cornificia og hendes bror opvoksede hos deres mor og bedstefar, Marcus Annius Verus, som var romersk senator. Han døde i 138.
Cornificia giftede sig med den romerske senator Gaius Ummidius Quadratus Annianus Verus. Annianus Verus nedstammende fra en af de ledende aristokratiske familier i Rom. Han var en direkte efterkommer efter Gaius Ummidius Durmius Quadratus.
Cornificia fik to børn med Annianus Verus:
- Marcus Ummidius Quadratus Annianus og Ummidia Cornificia Faustina

1. ↑  Navnet er anført på engelsk og stammer fra Wikidata hvor navnet endnu ikke findes på dansk.